# Moa Sandberg
Moa Sandberg, född 11 november 1995 i Stockholm, är en svensk fotomodell, vinnare av Miss Universum Sverige 2021 och av Miss International Sverige 2014.

## Skönhetstävling
Den 28 mars 2014 startade Sandberg sin skönhetstävling när hon tävlade i Miss Universum Sverige 2014, där hon korades till Miss International Sverige 2014 och representerade Sverige på Miss International 2014 i Tokyo, hon tog ingen plats i semifinalen. Den 30 oktober 2021 kröntes Sandberg som Miss Universum Sverige 2021-tävling och representerade Sverige vid Miss Universum 2021-tävlingen i Eilat, Israel.